# The Koala Brothers
The Koala Brothers (Brasil: Os Irmãos Coala / Portugal: Os Irmãos Koala) é uma série de televisão australiana-britânica de animação e stop motion produzida pela Spellbound, Kick Productions e BBC Television. A série é sobre Buster e Frank Koala, os irmãos Koala, na tentativa de ajudar seus amigos e resolver problemas. Foi exibido na ABC Kids na Austrália e no CBeebies no Reino Unido, e também foi exibido no Disney Channel. 79 episódios foram produzidos para um total de três temporadas. A série foi lançada em DVD.

## Recepção
Joly Herman à Common Sense Media deu uma nota de três estrelas a The Koala Brothers, chamando os personagens de "agradáveis à vista" e dizendo que "os sotaques australianos são fofos de se ouvir", mas criticando que a série "geralmente carece de substância". Sua análise terminou dizendo que "No geral, The Koala Brothers é um programa inofensivo que tenta transmitir uma lição moral. Não é uma série educacional, mas por ser tão lenta, pode servir de motivação para fazer outra coisa além de assistir televisão ao meio-dia."

## Prêmios e indicações
- O episódio "The Koala Brothers' Outback Christmas" foi indicado ao British Academy of Film and Television Arts (BAFTA) na categoria Children's Animation em 2006.[3]